# Ce jour-là
Ce jour-là és una pel·lícula de comèdia negra absurda franco-suïssa del 2003 dirigida pel cineasta xilè Raúl Ruiz. Va ser inscrit al 56è Festival Internacional de Cinema de Canes.

## Argument
Livia, una dona jove però inconscient mentalment, viu en un estat expansiu amb una riquesa important. A través del seu comportament una mica infantil es revela que pateix visions delirants, que escriu als seus quaderns i que comparteix amb desconeguts.
El seu pare i els membres de la família que l'envolten, veient l'oportunitat d'acumular la seva herència, busquen una solució per fer-la morir per tal que altres rebin la riquesa que té. Troben un pacient mental anomenat Pointpoirot, amb comportament sociópàtic i tendències violentes per la qual raó Harald l’escull per la feina.
Pointpoirot és alliberat de la institució i se li donen instruccions per matar Livia. A la finca de Livia, es troba amb Pointpoirot vagant fora, trobant-se estranyament curiós pel seu comportament (com ara el seu afaitat sense mirall). Ella el deixa entrar, encantada per la seva educació i el seu comportament aparentment innocent, fins que ell ntenta atacar-la. Com a represàlia, Livia noqueja Pointpoirot amb un martell, i després mata accidentalment un dels seus familiars desprevinguts amb la mateixa arma.
Després d'això, Livia es troba deambulant per la finca, aparentment inconscient del crim que havia comès. Pointpoirot, un cop despertat, es veu intrigat pel comportament de Livia, comença a ajudar-la, assassinant els membres de la família un per un mentre apareixen a la finca. Formant un vincle afectuós, Pointpoirot i Livia comparteixen temps junts, cantant i tocant el piano i conversant. Mentrestant, l'inspector i l'oficial de policia assignats al cas semblen no fer res, sinó que permeten que la conspiració es desenvolupi a la seva manera.
A mesura que els membres de la família continuen morint progressivament, queda clar que la Livia no és conscient del fet que en realitat estan morts, arribant a preparar els cossos dels seus familiars per sopar. Livia i Pointpoirot continuen enamorant-se, mentre que Harald continua investigant les desaparicions de la família. En adonar-se del que ve, Pointpoirot s'escapa, declarant el seu amor per Livia mentre fa la seva escapada. Harald arriba a casa seva, horroritzat per la carnisseria que s'havia produït. Un investigador que investiga els assassins descobreix les motivacions de la família per heretar la fortuna. Harald, tot i que està temptat d'acabar amb la bogeria matant Livia, es veu atrapat i, amb poques opcions, se suïcida.
Quan acaba la pel·lícula, veiem escolars caminant en fila per anar a classe mentre passen camions militars en una caravana. A través d'una ràdio incorpórea, escoltem una veu que descriu la massacre a la finca.

## Repartiment
- Bernard Giraudeau – Pointpoirot
- Elsa Zylberstein – Livia
- Jean-Luc Bideau – Raufer
- Jean-François Balmer – Treffle
- Christian Vadim – Ritter
- Laurent Malet – Roland
- Rufus – Hubus
- Féodor Atkine – Warff
- Jacques Denis – Patron café
- Édith Scob – Leone
- Hélène Surgère – Bernadette
- Laurence Février – Edmonde
- Jean-Michel Portal – Vogel
- Jean-Baptiste Puech – Luc
- Matthias Urban – Dorival
- Michel Piccoli – Harald

## Recepció
Rotten Tomatoes va donar a Ce jour-là una puntuació d'aprovació del 63%, basada en vuit ressenyes, amb una puntuació mitjana de 5,7/10. En una ressenya positiva, Dennis Schwartz d'Ozus' World Movie Reviews afirma: "Mai passa de l'escenari de farsa lúdica, ja que el conte està ple d'humor bromista i situacions absurdes, però segueix sent entretingut com una de le sobres més accessibles però menors de Ruiz." Filipe Furtado de Rouge afegeix més en una ressenya positiva: "Part de la diversió al cinema de Ruiz és que és un cineasta que alhora sent un gran desig d'exercir el control, de garantir la signatura de l'autor, es podria dir, però al mateix temps experimenta un plaer anàrquic en deixar escapar la pel·lícula de les seves mans. L'alegria de Ce jour-là ve d'aquells moments d'evasió."
No obstant això, en una ressenya negativa, Jeffrey M. Anderson de Combustible Celluloid afirma: 'Des de França arriba l'últim del prolífic Raúl Ruiz, Ce jour-là, que segueix la estranya relació entre una noia ximple (Elsa Zylberstein) i un assassí en sèrie (Bernard Giraudeau). Ambientada a Suïssa "en un futur proper", està massa desarticulada o no està prou desarticulada, encara no ho he decidit.'"